# Bismark Ferreira
Bismark de Araújo Ferreira, plus connu sous le nom de Bismark Ferreira, né le 12 juillet 1993 à Barbalha au Brésil, est un footballeur brésilien. Il évolue au poste de milieu offensif avec le club saoudien d'Al-Qadisiyah.

## Biographie
Avec les clubs de l'ADRC Icasa et de l'ABC Natal, il joue 42 matchs en Série B brésilienne, inscrivant six buts.